# Akbash
Az akbash a Nemzetközi Kinológiai Szövetség által nem elismert török pásztorkutya.

## Származása és története
Nyúlánk teste és kiváló látása arra enged következtetni, hogy felmenői között agarak is szerepelhetnek. A török pásztorok tenyésztettek fehér pásztorkutyákat azért, hogy meg tudják különböztetni a ragadozóktól. Az akbash a kuvasz Nyugat-Anatóliai testvére.  "A külsődleges és a viselkedéses megjelenés alapján feltételezhető, hogy a Kuvasz és az akbash egyazon, kb. ie. 7-8 ezer évvel ezelőtt élt, nagytestű, fehér szőrzetű, kemény őrző típusú őstől származik." A kuvasszal együtt az egyik legősibb kutyafajtának tekinthető.
https://kuvasz.center/kuvasz/kuvasz-history/origin.html Archiválva 2020. január 28-i dátummal a Wayback Machine-ben

## Külleme
Hosszú vagy félhosszú szőrzetben létezik. Színe tiszta fehér. Továbbá világos és kerek szem, kissé lekerekített és V alakú aljú fülei, és kissé domború széles koponyája jellemzi.

## Jelleme
Akárcsak az anatóliai juhászkutya, ez a fajta is kitűnő őrkutya. Higgadt és méltóságteljes, kifejezetten ellenséges és bizalmatlan az idegenekkel szemben, és hosszas szocializáció után lehet csak belőle családi kedvenc.

## Egyéb
Elsősorban az Amerikai Egyesült Államokban tartották nagyobb számban, ahol nyájőrzőként is alkalmazzák.

## Adatok
- Marmagasság: kan 73–83 cm, szuka 73–78 cm,
- Tömeg: 37–47 kg,
- Alomszám: 6-10 kölyök,
- Várható élettartam: 12-15 év

## Lásd még
- Anatóliai pásztorkutya
- Kangal
- Karskutya